# Chinese Volleyball League 2008-2009 (maschile)
La Chinese Volleyball League 2008-2009 si è svolta dal 2008 al 2009: al torneo hanno partecipato 10 squadre di club cinesi e la vittoria finale è andata per la settima volta, la sesta consecutiva, allo Shanghai.

## Squadre partecipanti
| - Bayi - Beijing - Hebei - Henan - Jiangsu | - Liaoning - Shandong - Shanghai - Sichuan - Zhejiang |

## Premi individuali[1]
| Premio             | Giocatrice    | Squadra  |
| ------------------ | ------------- | -------- |
| MVP                | Wang Haichuan | Liaoning |
| Miglior attaccante | Wang Jin      | Henan    |
| Miglior muro       | Ji Zhe        | Henan    |
| Miglior servizio   | He Jiong      | Shanghai |
| Miglior allenatore | Jugen Yin     | Shanghai |

## Classifica finale[1]
| Pos | Squadra  | Verdetto                    |
| --- | -------- | --------------------------- |
| 1   | Shanghai |                             |
| 2   | Henan    |                             |
| 3   | Bayi     |                             |
| 4   | Jiangsu  |                             |
| 5   | Liaoning |                             |
| 6   | Shandong |                             |
| 7   | Sichuan  |                             |
| 8   | Zhejiang |                             |
| 9   | Beijing  |                             |
| 10  | Hebei    | Chinese Volleyball League B |